# Seznam afrických svatých
Tento seznam zahrnuje světce uznávané katolickou církví (Svatí, blahoslavení, ctihodní, služebníci Boží) spojené s Afrikou. Jde tedy o světce, kteří se narodili, zemřeli, žili a působili na území Afriky. 

## Před muslimskou expanzí
Křesťanství pronikalo do Afriky již od počátků, Svatá rodina po Ježíšově narození v Betlémě utekla do Egypta, Skutky apoštolů popisují obrácení etiopského eunucha a jeho křest apoštolem Filipem (Skt 8), v Alexandrii působil evangelista Marek. 
Až v důsledku schizmatu po Chalkedonském koncilu, kdy se oddělily katolická a koptská církev, a zejména po rozmachu islámu, který vedl k přerušení kontaktu afrického a evropského křesťanství, se přestávají v Africe objevovat katoličtí svatí. Následující seznam je spíše výběrem nejznámějších svatých, než jejich kompletním seznamem. 

### Současníci Páně a svatopisci
- Sv. Šimon z Kyrény
- Sv. Marek Evangelista, autor evangelia a zakladatel alexandrijského patriarchátu

### Papežové
Tři římští biskupové byli původem z Afriky nebo dětmi afrických imigrantů do Říma:
- Sv. Viktor I. (pontifikát 189-199)
- Sv. Miltiades (pontifikát  311-314)
- Sv. Gelasius I. (pontifikát  492-496)

### Učitelé církve
Tři z 37 učitelů církve byli z Afriky:
- Sv. Augustin z Hippo Regia, z dnešního Alžírska
- Sv. Atanáš, z dnešního Egypta
- Sv. Cyril Alexandrijský, z dnešního Egypta

### Spisovatelé a teologové
- Sv. Kléméns Alexandrijský
- Sv. Cyprián z Kartága
- Sv. Izidor z Pelusia
- Sv. Optatus z Mileve
- Sv. Pierios
- Sv. Possidius z Calamy
- Sv. Quodvultdeus z Kartága

### Ostatní
- Sv. Achillas z Alexandrie
- Sv. Antonín Veliký
- Sv. Apolena z Alexandrie
- Sv. Aurelius z Kartága
- Sv. Dionýsios Alexandrijský
- Sv. Frumentius
- Sv. Fulgencius z Ruspe
- Sv. Ísidóros z Alexandrie
- Sv. Julie z Kartága
- Sv. Kateřina Alexandrijská
- Sv. Makarius Veliký
- Sv. Marie Egyptská
- Sv. Mořic a druhové
- Sv. Monika z Tagasty
- Sv. Pachomios
- Sv. Pantainos
- Sv. Pavel Thébský
- Sv. Perpetua a Felicita
- Sv. Petr Alexandrijský
- Sv. Sisoes Veliký
- Sv. Šenuda z Atripe
- Sv. Taisie Egyptská
- Sv. Typasius z Tigavy
- Sv. Mučedníci ze Scilliumu
- Sv. Zeno z Verony

## Svatí z novějších dob
Asi prvním katolickým svatým, který pronikl do Afriky po muslimské expanzi, byl sv. František z Assisi, který v roce 1219 se s křížovou výpravou dostal do Egypta. Svatý Ludvík zemřel roku 1270 v Tunisku na cestě do Svaté země. Poté, co světci začali být kanonizováni výhradně papežem (po roce 1000), a po ustanovení Kongregace ritů v roce 1588 je možné sestavit kompletní seznam.

### Svatí
Datum a místo jsou datem kanonizace.
- Sv. Serapion Alžírský, Mercedář a mučedník (1728, Alžírsko)
- Sv. Karel Lwanga a 21 druhů, ugandští mučedníci (1964, Uganda)
- Sv. Justin de Jacobis, lazarista (1975, Etiopie a Eritrea)
- Sv. Josefína Bakhita, řeholnice (2000, Súdán)
- Sv. Pedro de Betancur, laik (2002, Kanárské ostrovy)
- Sv. Daniel Comboni, biskup (2003, Súdán)
- Sv. Jacques Berthieu, jezuita, kněz a mučedník (2012, Madagaskar)
- Sv. José de Anchieta, jezuita, kněz (2014, Kanárské ostrovy)

### Blahoslavení
- Bl. Alžírští mučedníci (Alžírsko)
- Bl. Benedict Daswa, laik a mučedník (Jihoafrická republika)
- Bl. Agathanga de Vendome, kapucín, kněz a mučedník (Etiopie)
- Bl. Isidore Bakanja, laik a mučedník (Demokratická republika Kongo)
- Bl. Jan Beyzym, jezuita, kněz (Madagaskar)
- Bl. Kasián z Nantes, kapucín, kněz a mučedník (Etiopie)
- Bl. Karel I., laik (Madeira)
- Bl. Lorenza Díaz Bolaños, řeholnice a mučednice (Kanárské ostrovy)
- Bl. Michele Fasoli, františkán, kněz a mučedník (Etiopie)
- Bl. Charles de Foucauld, řeholník a mučedník (Alžírsko)
- Bl. Joseph Gérard, kněz (Lesotho)
- Bl. Jildo Irwa, laik a mučedník (Uganda)
- Bl. Jacques-Désiré Laval, Spiritán, kněz (Mauricius)
- Bl. Luigi Carrara, Xaverián, kněz a mučedník (Demokratická republika Kongo)
- Bl. Samuele Marzorati, františkán, kněz a mučedník (Etiopie)
- Bl. Liduina Meneguzzi, Salesiánka (Etiopie)
- Bl. Michael Ghebre, kněz a mučedník (Etiopie)
- Bl. Marie-Clémentine Anuarite Nengapeta, řeholnice a mučednice (Demokratická republika Kongo)
- Bl. Daudi Okelo, laik a mučedník (Uganda)
- Bl. Giuseppe Ambrosoli, kněz (Uganda)
- Bl. Lucien Botovasoa, laik a mučedník (Madagaskar)
- Bl. Giovanni Didoné, Xaverián, kněz a mučedník (Demokratická republika Kongo)
- Bl. Maria Carola Cecchin, řeholnice (Keňa)
- Bl. Raphaël-Louis Rafiringa, Školský bratr (Madagaskar)
- Bl. Victoire Rasoamanarivo, laik (Madagaskar)
- Bl. Jean-Bernard Rousseau, Školský bratr (Réunion)
- Bl. Francesco Spoto, řeholník, kněz a mučedník (Demokratická republika Kongo)
- Bl. Irene Stefani, řeholnice (Keňa)
- Bl. Albert Joubert, kněz a mučedník (Demokratická republika Kongo)
- Bl. Cyprián Iwene Tansi, trapista, kněz (Nigérie)
- Bl. Vittorio Faccin, Xaverián, kněz a mučedník (Demokratická republika Kongo)
- Bl. Maria Caterina Troiani, řeholnice (Egypt)
- Bl. Liberát Weiss, františkán, kněz a mučedník (Etiopie)
- Bl. Francesco Zirano, minorita, kněz a mučedník (Alžírsko)

### Ctihodní
- Ct. Zeinab Alif, řeholnice  (Súdán)
- Ct. Jerzy Ciesielski, laik (Egypt)
- Ct. Felix Mary Ghebreamlak, řeholník a kněz (Eritrea)
- Ct. Edel Quinnová, laička (Keňa)
- Ct. Maria Teresa Scandola, řeholnice (Jižní Súdán)
- Ct. Mary Jane Wilson, řeholnice (Madeira)
- Ct. Simon Mpeke, kněz (Kamerun)

### Služebníci Boží
- Mučednice z Kikwitu, řeholnice (Demokratická republika Kongo)
- Caroline Lenferna de Laresle, řeholnice (Mauricius)
- Cyprien a Daphrose Rugamba, laici (Rwanda)
- Gabriel Gonsum Ganaka, biskup (Nigérie)
- Henri de Solages, řeholník a kněz (Madagaskar)
- Jeremy Joyner White, laik (Nigérie)
- John Bradburne, laik (Zimbabwe)
- Julius Nyerere, laik (Tanzanie)
- Teresa Chicaba, řeholnice (Guinea)
- Vivian Uchechi Ogu, laička a mučednice (Nigérie)
- kardinál Peter Poreku Dery (Ghana)
- kardinál Maurice Michael Otunga (Keňa)
- kardinál Émile Biayenda (Kongo)
- kardinál Stéphanos II. Ghattas (Egypt)